# Seagram Building

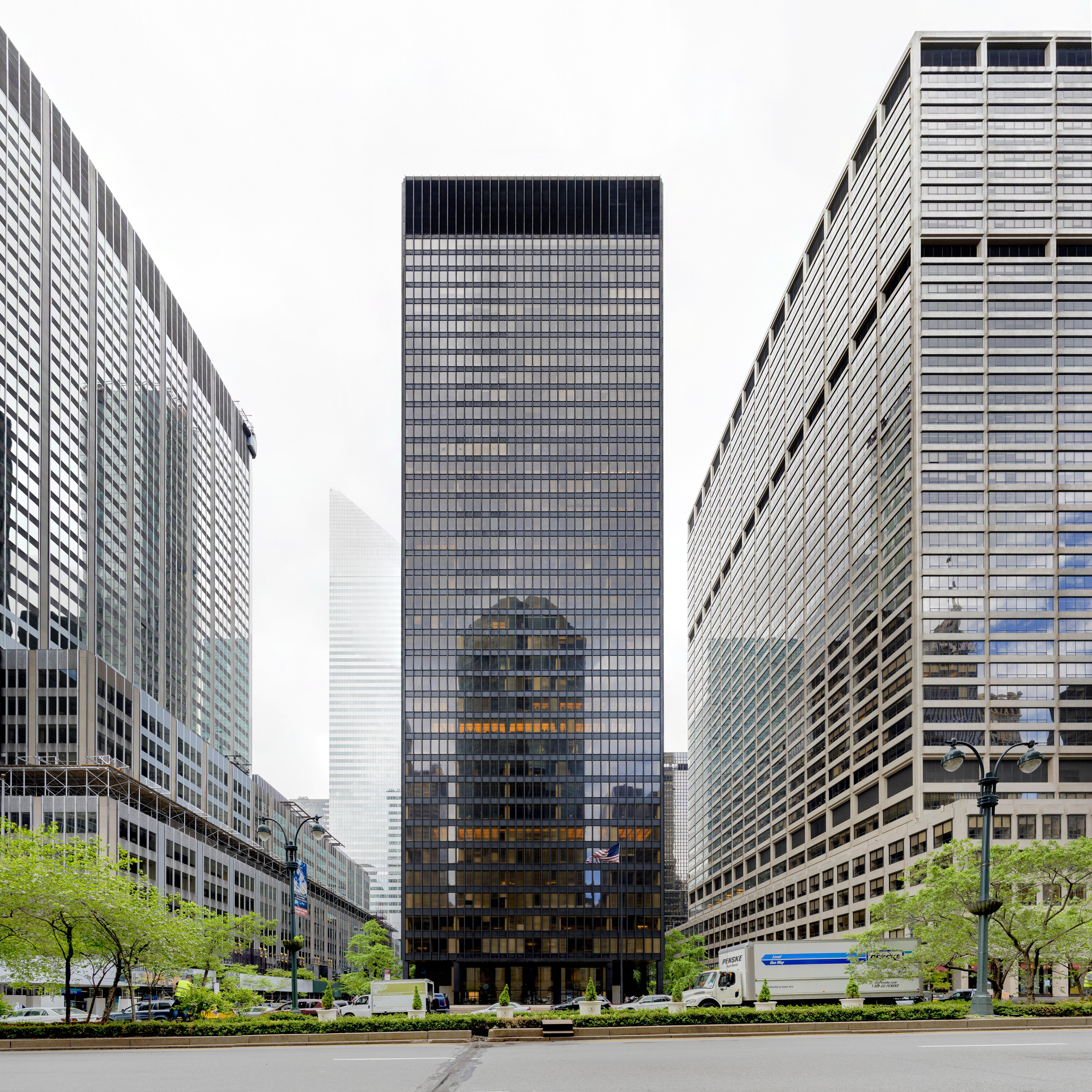
Seagram Building.

Seagram Building är en byggnad på Park Avenue i New York, ritad av Ludwig Mies van der Rohe och Philip Johnson. Den stod färdig 1958 och visar på hur 1920-talets visioner om glasskyskrapor äntligen kunde förverkligas. Skyskrapan är 157 meter hög och har 38 våningar. Den monokroma fasaden innehåller specialtillverkade konstruktionselement av brons och tonade fönster. Den är sedan 2006 byggnadsminnesförklarad ("National Register of Historic Places"). 